# Neue Synagoge (Chemnitz)

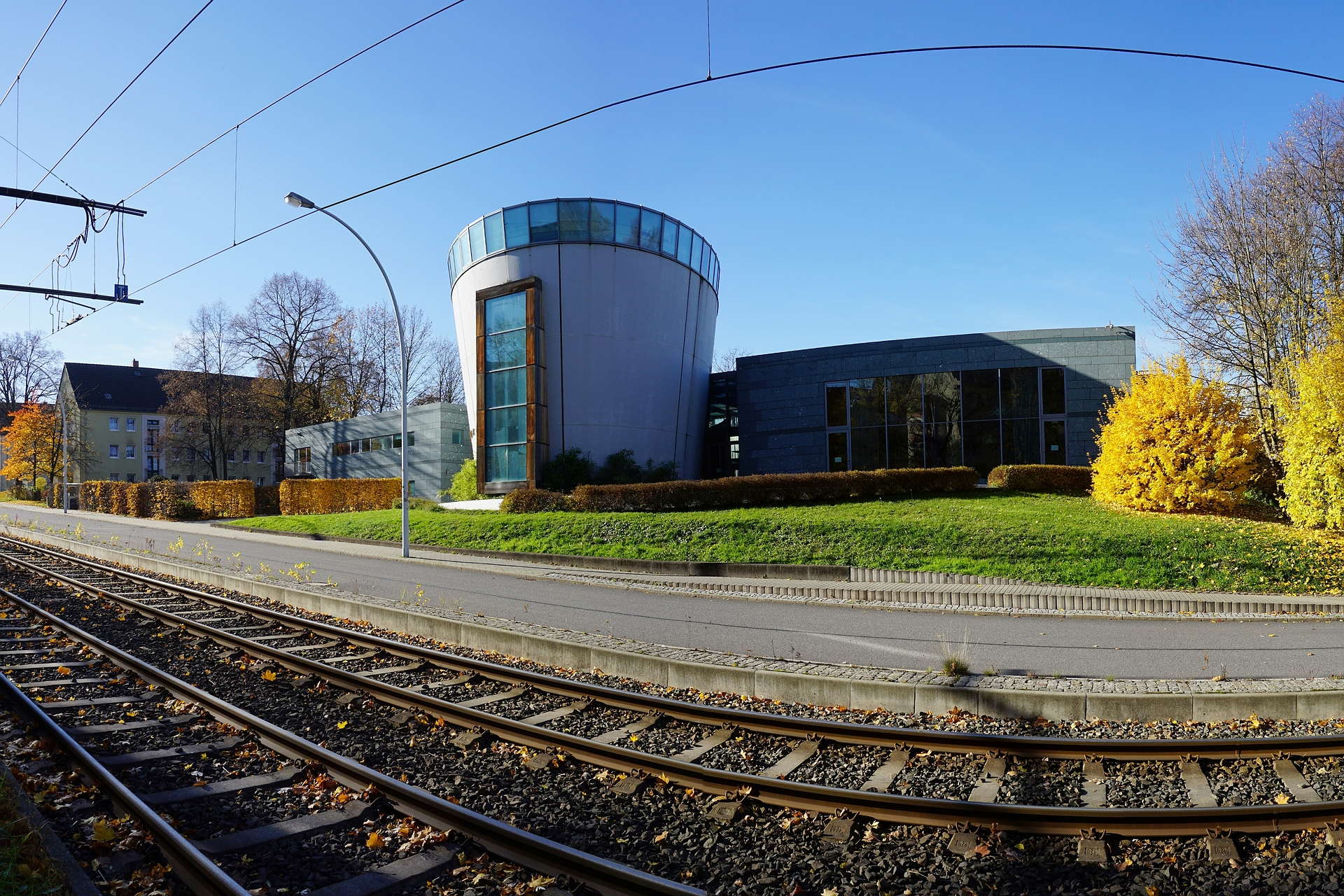
Die Neue Synagoge in Chemnitz an der Stollberger Straße

Seit 2002 existiert in Chemnitz wieder eine Neue Synagoge mit Gemeindezentrum an der Stollberger Straße. Die Alte Synagoge am Stephanplatz im Stadtteil Kaßberg war 1938 während der Novemberpogrome 1938 zerstört worden.

## Vorgeschichte – Alte Synagoge

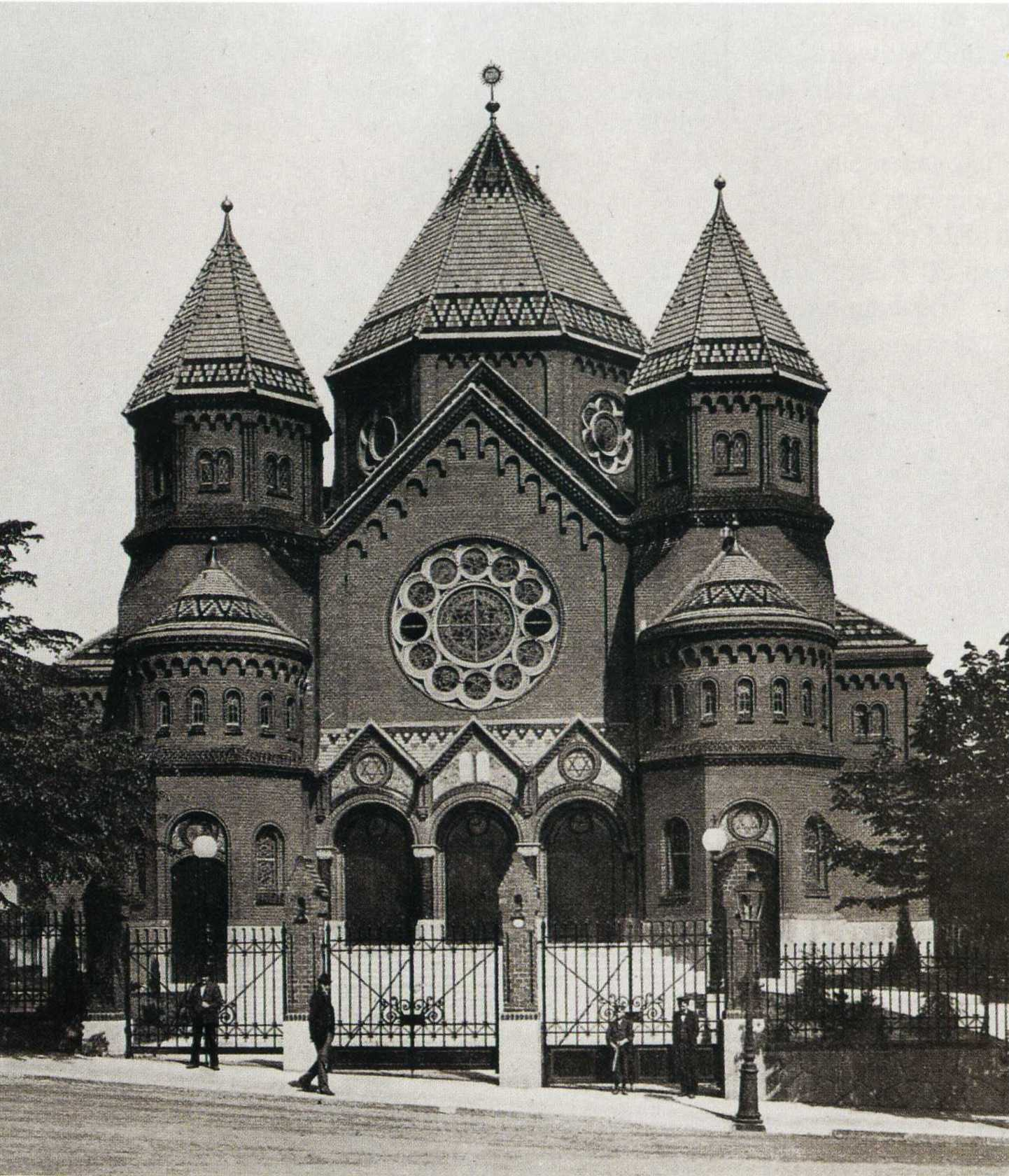
Alte Chemnitzer Synagoge

Die Alte Synagoge wurde 1897 bis 1899 durch die Israelitische Religionsgemeinschaft auf dem Kaßberg nach Plänen des Chemnitzer Architekten Wenzel Bürger  errichtet. Chemnitz erhielt mit dieser am 7. März 1899 geweihten Synagoge sein erstes jüdisches Gotteshaus.
Während der Novemberpogrome in der Nacht vom 9. November 1938 wurde sie verwüstet und in Brand gesteckt, das stehengebliebene Mauerwerk tags darauf gesprengt. Vom 12. bis 15. November beseitigten dienstfreie Feuerwehrleute und etwa 45 Helfer alle Trümmer. Dafür musste die Jüdische Gemeinde 35.905 Reichsmark bezahlen. Das Gelände wurde im folgenden Jahr für 500 Reichsmark von der Stadt aufgekauft. 

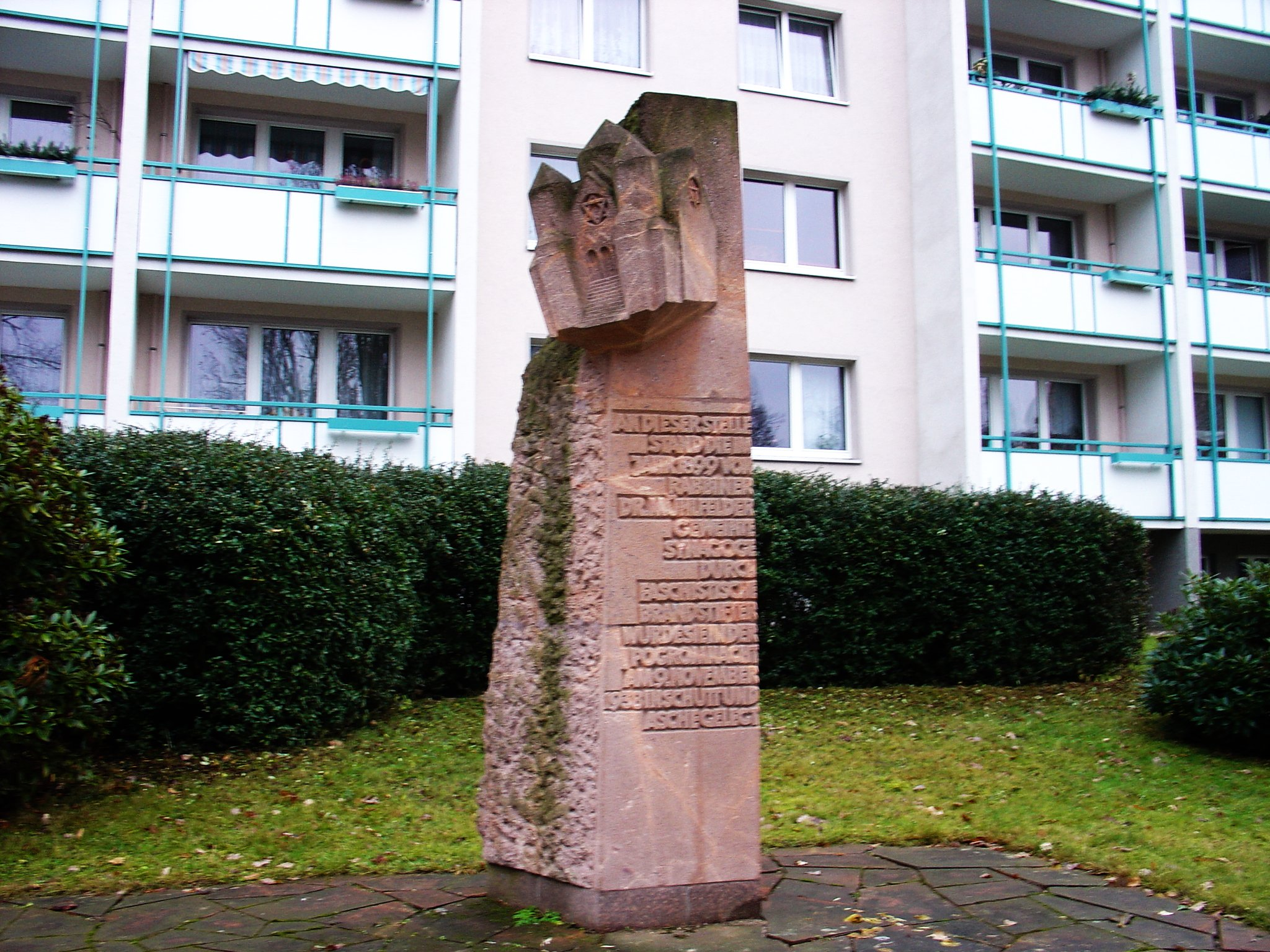
Gedenkstele für die am 10. November 1938 zerstörte Synagoge am Stephanplatz

1988, am 50. Jahrestages dieser Barbarei, wurde am Stephanplatz ein Gedenkstein errichtet. Auf ihm steht:

„An dieser Stelle stand die im Jahr 1899 von Rabbiner Dr. Mühlfelder geweihte Synagoge. Durch faschistische Brandstifter wurde sie in der Pogromnacht am 9. November 1938 in Schutt und Asche gelegt.“

## Neue Synagoge
Seit 2002 steht der jüdischen Gemeinde ein neues Gotteshaus an der Stollberger Straße zur Verfügung. Die Neue Synagoge wurde vom Architekten Alfred Jacoby entworfen. 
Gebaut wurde sie zusammen mit einem Gemeindezentrum an der Stollberger Straße, etwas erhöht am Rande der Innenstadt. Die Synagoge selbst ist eine konische Ellipse, die von einem Glas-/Stahldach kuppelartig überwölbt wird. Synagoge wie Gemeindezentrum bieten jeweils etwa 300 Menschen Platz.
Die seit der Wende wieder stark wachsende Jüdische Gemeinde von Chemnitz erhielt damit ein Gemeindezentrum. Die Weihe fand am 24. Mai 2002 statt.

## Raumprogramm des Gemeindezentrums
- Erdgeschoss: Synagogenraum mit Bima und Toraschrein, Gemeindesaal, Koschere Küche, Bibliothek mit Lesegalerie, Büroräume
- Obergeschoss: Unterrichtsräume, Seniorenclub, Galerieebene der Synagoge mit Orgel und Chorbereich, Galerieebene des Gemeindesaals
- Untergeschoss: Jugendzentrum, Mikwe, Archivräume

## Jubiläum und eigener Rabbiner
Dank einer Spendeninitiative kam die jüdische Gemeinde im November 2008 in den Besitz einer neuen Torarolle. Zwei Jahre später konnte sie den 125. Jahrestag ihres Bestehens begehen.
Die derzeit 513 Mitglieder starke Chemnitzer Gemeinde hat seit 2014/15 einen neuen Rabbiner, den 28-jährigen Jakov Pertsovsky.

## Stolpersteine

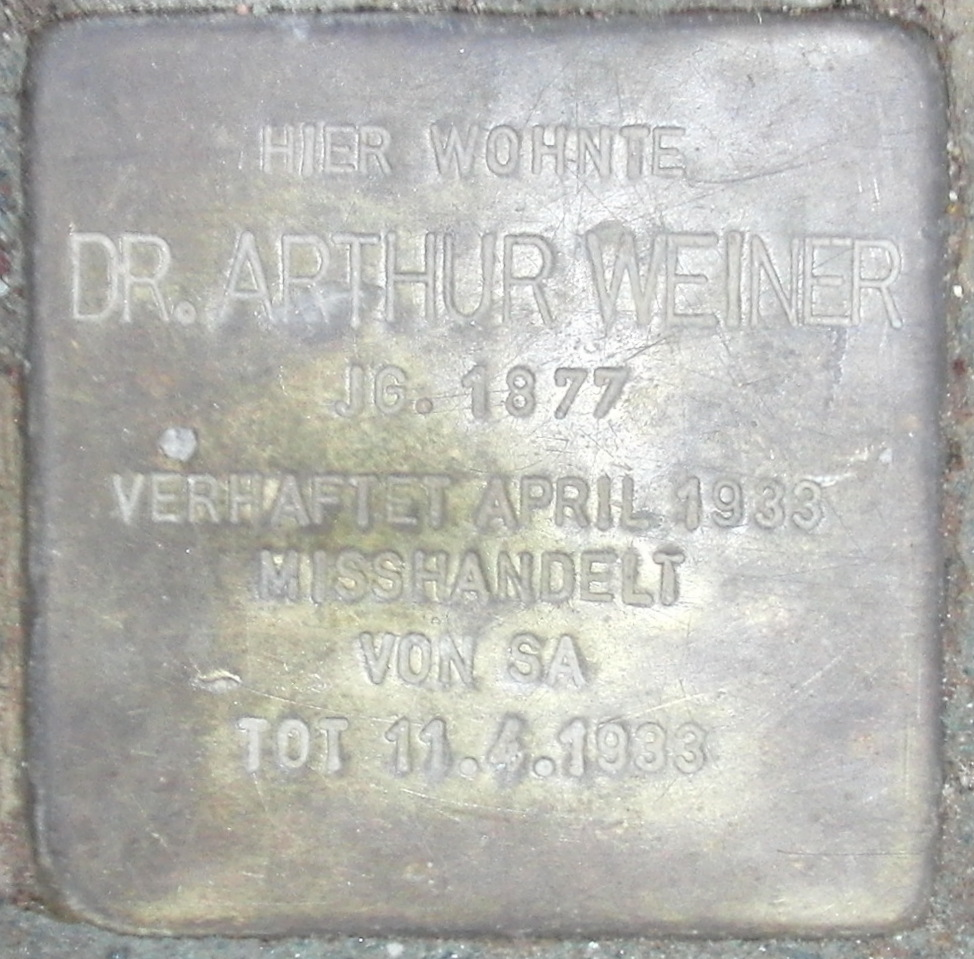
Stolperstein Dr. Arthur Weiner

Seit 2007 beteiligt sich auch Chemnitz an der Aktion „Stolpersteine“ des Künstlers Gunter Demnig; bis Ende 2014 wurden mehr als 100 solcher Steine verlegt, die an Opfer der NS-Gewaltherrschaft erinnern. Der Stolperstein von Arthur Weiner in der Stollberger Straße 41 erinnert zum Beispiel an die Ermordung des stellvertretenden Vorstandes der jüdischen Gemeinde von Chemnitz im Jahr 1933 durch die SA.